# Висенте Александре
Висенте Александре (шп. Vicente Aleixandre; Севиља, 26. април 1898 — Мадрид, 14. децембар 1984) био је шпански песник, добитник Нобелове награде за књижевност 1977. године.

## Биографија
Висенте Александре је рођен у Севиљи (Шпанија) 26. априла 1898. године. Детињство је провео у Малаги, а од 1909. године је живео у Мадриду. Студирао је права на Универзитету у Мадриду и на Мадридској економској школи. Од 1925. године потпуно се посветио књижевности. Његова прва збирка поезије, Поље, објављена је 1928. године. Након те године написао је и објавио мноштво књига. Године 1933. добио је Националну књижевну награду за дело Разарање или љубав. Током Шпанског грађанског рата (1936—1939) живео је у републиканској зони. Разболео се и остао у Мадриду по окончању рата, ућуткан од нових власти четири године. Године 1944. објавио је књигу Сенка раја, држећи се подаље од политичког естаблишмента. Године 1950. постао је члан Шпанске академије. Његове књиге и антологије се и дан-данас објављују. Шведска краљевска академија наградила га је Нобеловом наградом за књижевност за целокупно стваралаштво 1977. године. Умро је у Мадриду 14. децембра 1984. године.

## Стваралаштво
Александреова рана поезија, писана слободним стихом, снажно је надреалистичка. Она такође слави лепоту природе коришћењем симбола који представљају земљу и море. Већина Александреових раних песама је испуњена тугом. Оне одсликавају његово осећање да су људи изгубили страст и слободан дух који је видео у природи. Његове ране збирке поезије су између осталог Поље (1928), Разарање или љубав (1933) и Страст земље (1935). У књизи Сенка раја (1944) његова поезија се усредсређује на теме као што су пријатељство, блискост и духовно јединство. Његове касније књиге поезије су Историја срца (1954) и У доба велике власти (1962).